# Venta del Moro
Venta del Moro (en valencien et en castillan) est une commune de la province de Valence, dans la Communauté valencienne, en Espagne. Elle est située dans la comarque de Requena-Utiel et dans la zone à prédominance linguistique castillane. Sa population s'élevait à 1 427 habitants en 2013.

## Géographie

Localisation de Venta del Moro
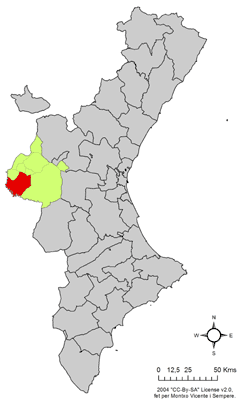
dans la Communauté valencienne.
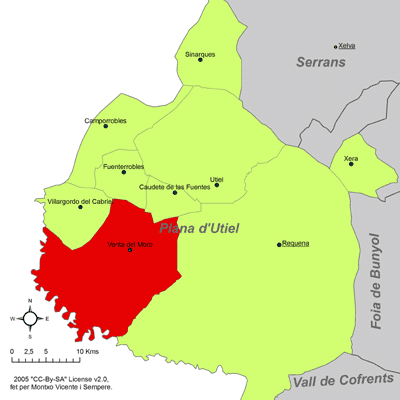
dans la comarque de Requena-Utiel.

### Localités limitrophes
Le territoire communal de Venta del Moro est voisin de celui des communes suivantes :
Caudete de las Fuentes, Fuenterrobles, Requena et Villargordo del Cabriel, toutes situées dans la province de Valence.

## Démographie
| 1990  | 1992  | 1994  | 1996  | 1998  | 2000  | 2002  | 2004  | 2005  |
| ----- | ----- | ----- | ----- | ----- | ----- | ----- | ----- | ----- |
| 1.952 | 1.728 | 1.659 | 1.636 | 1.601 | 1.567 | 1.543 | 1.493 | 1.413 |

### Sources
- (es) Cet article est partiellement ou en totalité issu de l’article de Wikipédia en espagnol intitulé « Venta del Moro » (voir la liste des auteurs).